# Pierre Auguste Cot
Pierre Auguste Cot (17. února 1837 Bédarieux – 2. srpna 1883 Paříž) byl francouzský malíř akademismu.

## Biografie

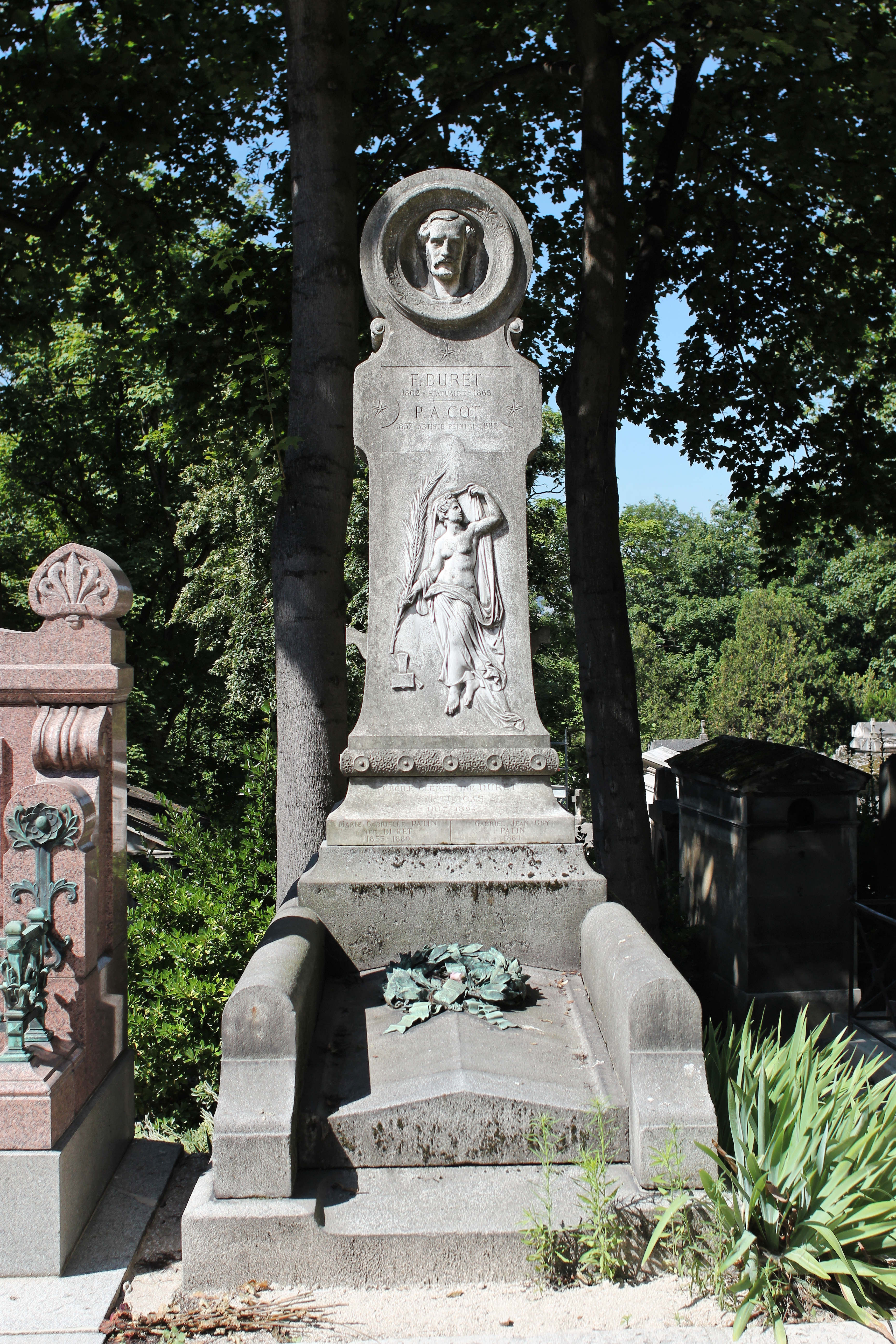
Rodinný hrob na hřbitově Père-Lachaise

Začátek své kariéry zahájil studiemi na l'Ecole des Beaux-Arts v Toulouse než se rozhodl odejít do Paříže. Také studoval u známých malířů jako např. u Leóna Cognieta, Alexandreho Cabanela a dalších. Jeho popularita začala nabírat na váze od roku 1870, kdy se stal žádaným malířem. Mezi jeho žáky, které vyučoval a kteří se stali posléze známými rozhodně patří Ellen Day Hale a Anna Elizabeth Klumpke.

## Galerie

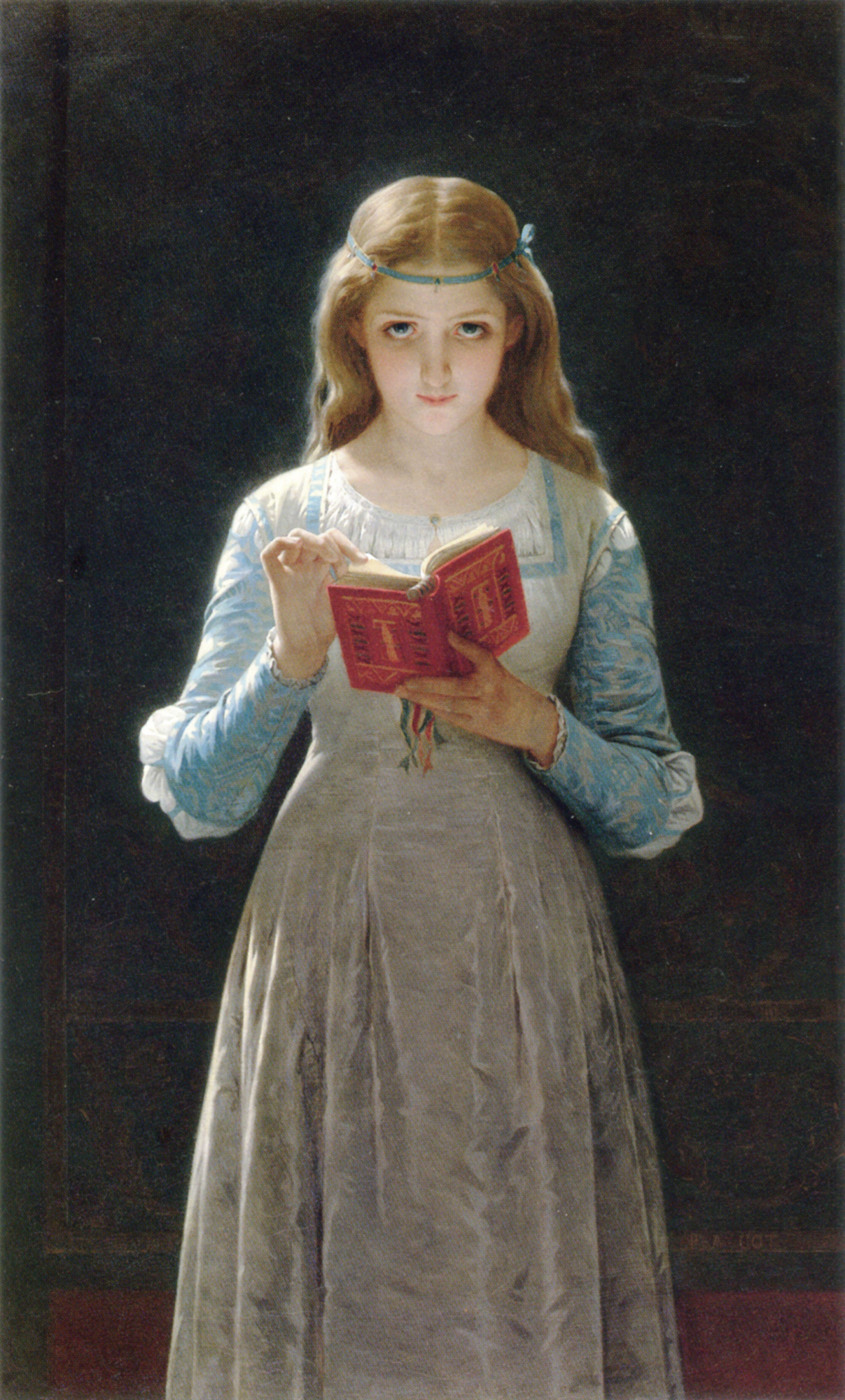
Ophelia, 1870
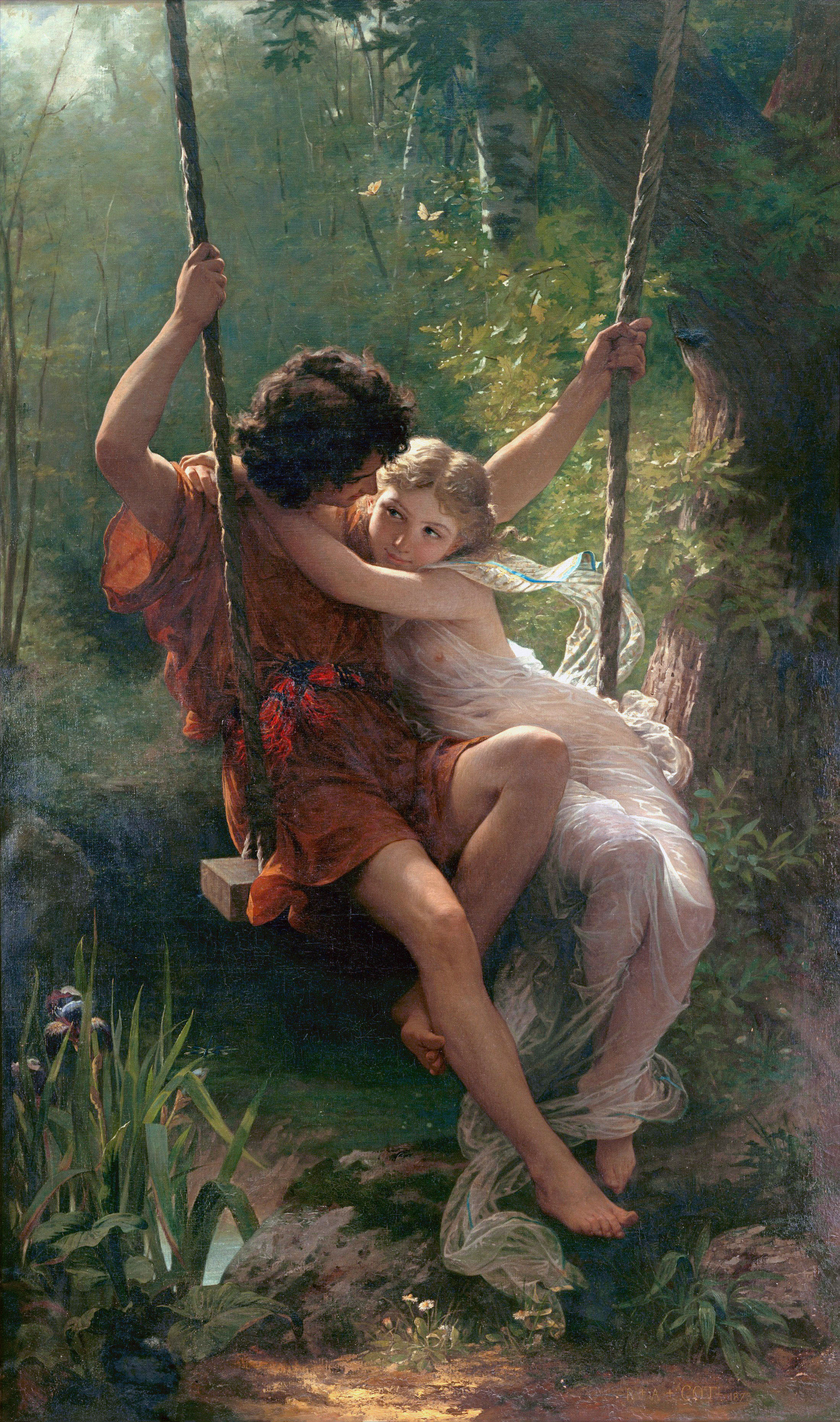
Le Printemps, 1873
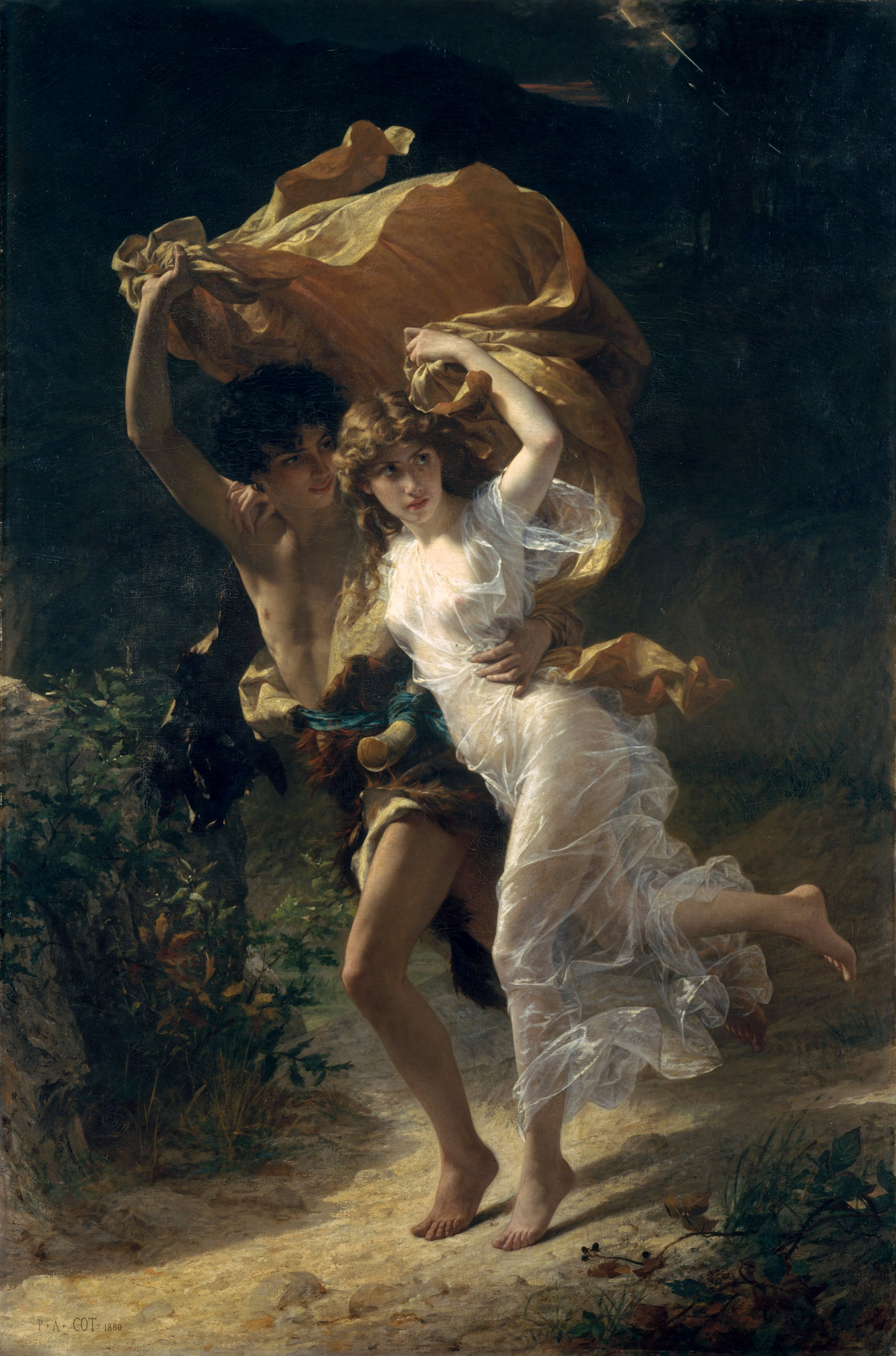
L'Orage, 1880
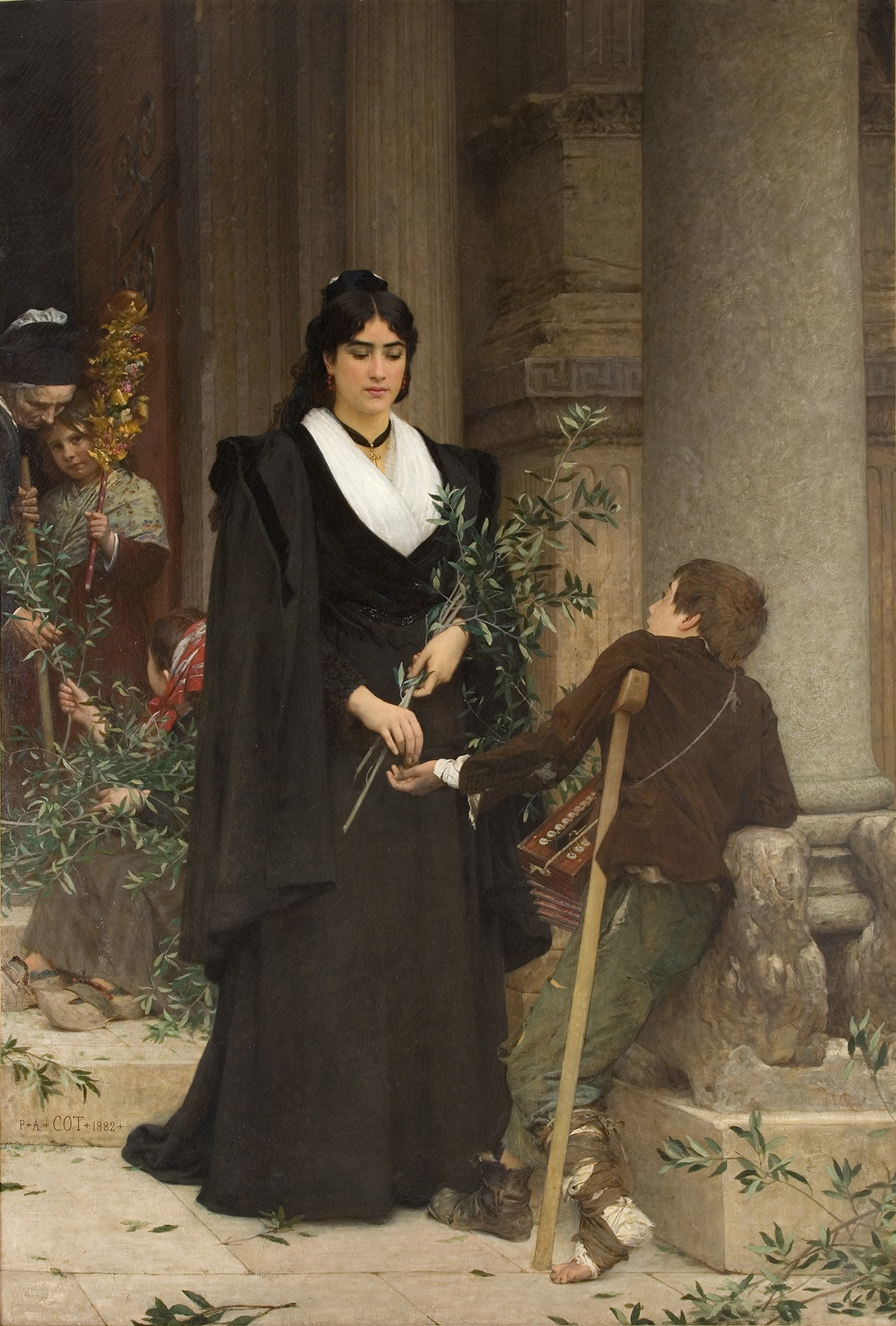
Mireille, 1882
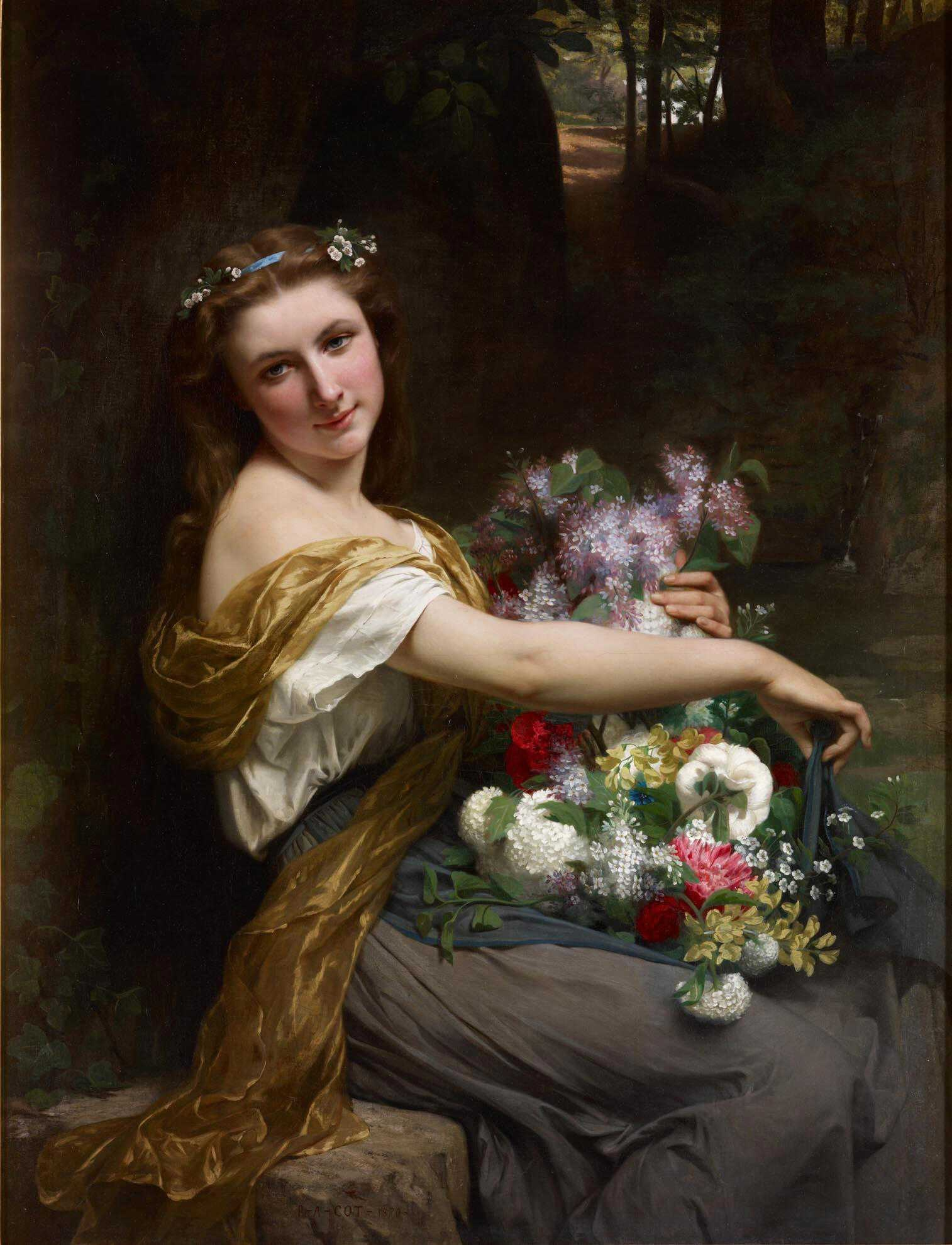
Dionysia, 1870